# Cuigy-en-Bray
Cuigy-en-Bray é uma comuna francesa na região administrativa de Altos da França, no departamento de Oise. Estende-se por uma área de 9,81 km². Em 2010 a comuna tinha 970 habitantes (densidade: 98,9 hab./km²).